# Campeonato Mundial de Natación Adaptada
El Campeonato Mundial de Natación Adaptada es la máxima competición de natación adaptada a nivel internacional. Es organizado desde 1994 por el Comité Paralímpico Internacional.

## Ediciones
| N.º  | Año  | Sede             | País          |
| ---- | ---- | ---------------- | ------------- |
| I    | 1994 | La Valeta        | Malta         |
| II   | 1998 | Christchurch     | Nueva Zelanda |
| III  | 2002 | Mar del Plata    | Argentina     |
| IV   | 2006 | Durban           | Sudáfrica     |
| V    | 2010 | Eindhoven        | Países Bajos  |
| VI   | 2013 | Montreal         | Canadá        |
| VII  | 2015 | Glasgow          | Reino Unido   |
| VIII | 2017 | Ciudad de México | México        |
| IX   | 2019 | Londres          | Reino Unido   |
| X    | 2022 | Funchal          | Portugal      |

| N.º | Año  | Sede           | País   |
| --- | ---- | -------------- | ------ |
| I   | 2009 | Río de Janeiro | Brasil |